# Spitaltor (Schweinfurt)

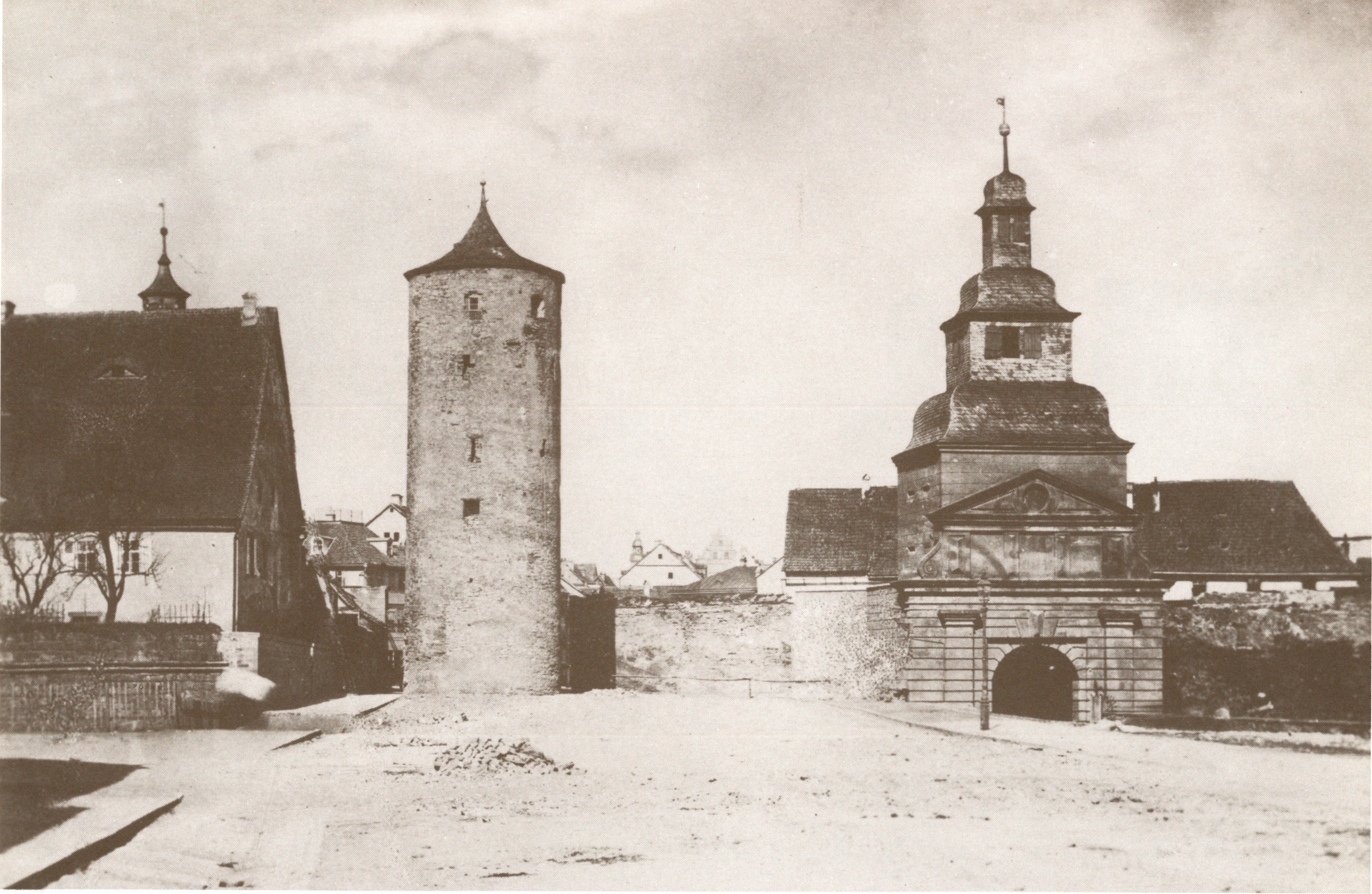
Blick Richtung Altstadt vor 1896. Mit (von rechts): Spitaltor, Wachtturm, Spital und dahinter der Turmspitze der Spitalkirche zum Heiligen Geist

Spitaltor ist der Name von zwei einstigen Stadttoren in Schweinfurt. Das innere Spitaltor an der Mündung der Spitalstraße in den heutigen Albrecht-Dürer-Platz wurde 1567 endgültig abgebrochen. Das äußere Spitaltor wurde 1880 abgebrochen.

## Übersicht der Schweinfurter Stadttore
Die Reichsstadt Schweinfurt besaß nach der Stadterweiterung im 15. Jahrhundert (siehe: Altstadt, Stadterweiterung) und dem Abbruch zweier dadurch unnötig gewordener, innerer Tore fünf Stadttore. Vom Süden am Main beginnend waren das (gegen den Uhrzeigersinn) Brückentor, Mühltor, Obertor, Spitaltor und Fischertor. Dazu kam als sechstes Tor später noch das Neutor. Alle Tore wurden im 19. Jahrhundert abgerissen.

## Inneres Spitaltor
Das innere Spitaltor war der westliche Stadtausgang der ersten Stadtmauer, die bis zur Stadterweiterung bestand. Seine Fundamente wurden unmittelbar östlich des Albrecht-Dürer-Platzes, am Ende der Spitalstraße, zwischen dem südlichen Gebäude (Hausnummer 39) und dem nördlichen (Hausnummer 40) aufgefunden und die Stellen gekennzeichnet.
Das Tor wurde im Zweiten Markgrafenkrieg 1554 zerstört, bis 1555 wieder aufgebaut und 1567 endgültig abgebrochen. Ansonsten ist vom inneren Spitaltor wenig bekannt.

## Äußeres Spitaltor

### Etymologie

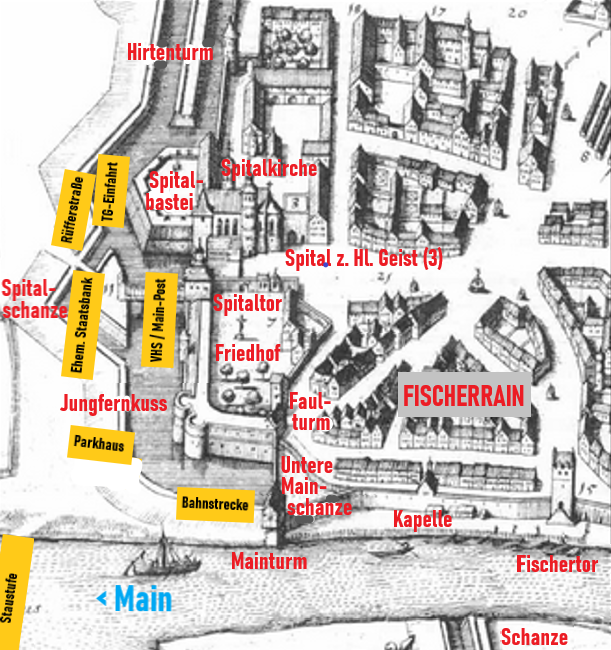
Merianplan von 1556, Ausschnitt Spitaltor/Fischerrain. Rote Schrift: auf Merianschen Plan eingezeichnet. Schwarze Schrift: heutiger Bestand

Das Tor war nach dem urkundlich seit 1364 belegten Hospital Heilig Geist benannt (auch: Bürgerspital), an der damaligen Spitalkirche zum Heiligen Geist, die von 1897 bis 1902 durch die heutige Heilig-Geist-Kirche ersetzt wurde.

### Lage
Das Tor lag am südlichen Ende des Westwalls, neben der Spitalbastei, an der südwestlichen Ecke der Stadt, wo die Chaussee nach Werneck begann. An dieser Stelle befanden sich mehrere Bauwerke der Stadtbefestigung.

### Geschichte

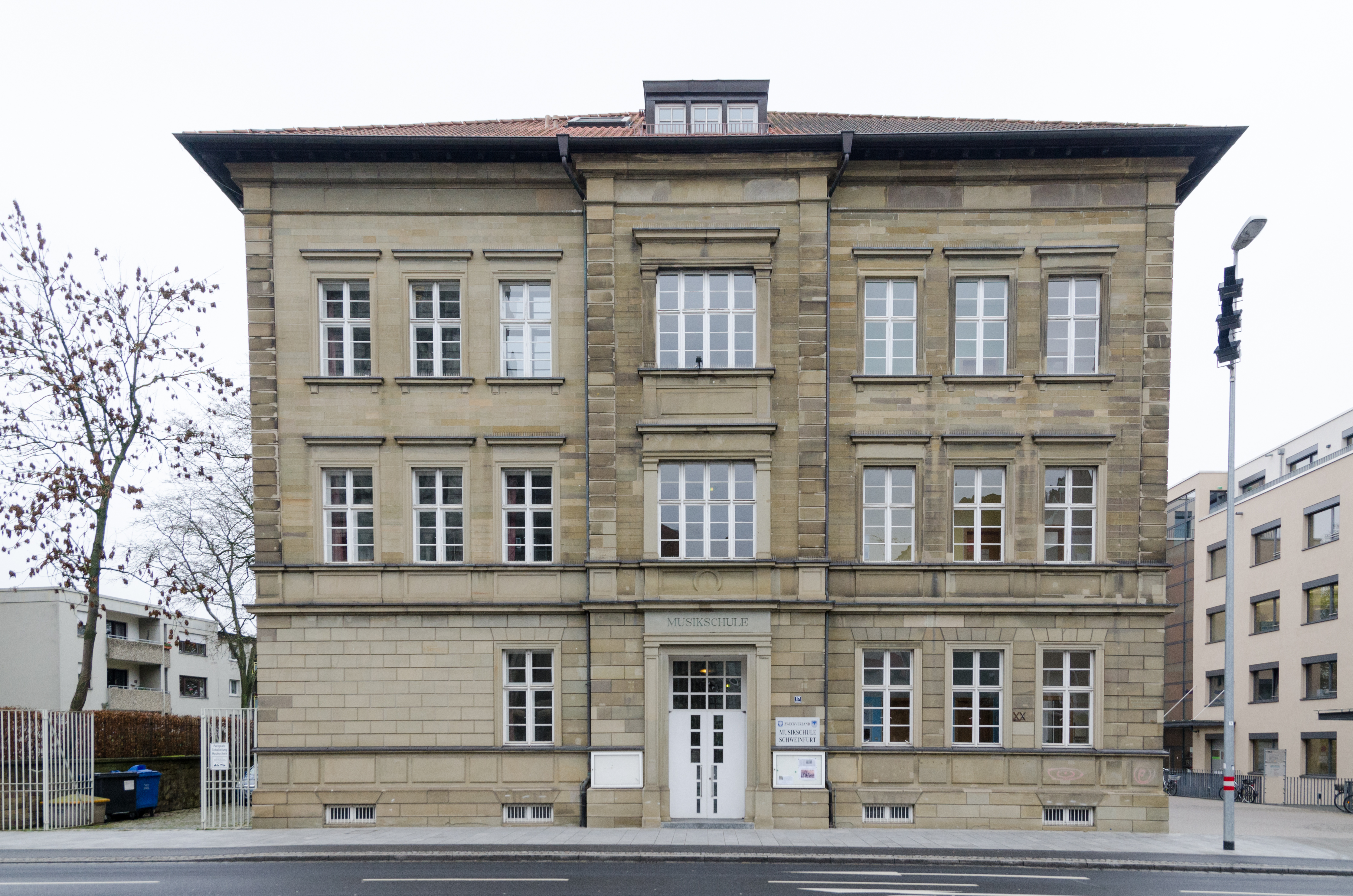
Musikschule und Volkshochschule (ganz rechts). Das Vortor des Wachtturms stand etwa auf Höhe der linken Außenwand der Schule. Das äußere Spitaltor stand zwischen Schule und Zaun (ganz rechts). Am Zaun beginnt die freigelegte Spitaltorbrücke.

Das äußere Spitaltor entstand im Zuge der Stadterweiterung. Es wurde im Zweiten Markgrafenkrieg 1554 ebenfalls in Mitleidenschaft gezogen, aber nur beschädigt und im selben Jahr wieder passierbar gemacht. Neben dem Tor wurde 1555 ein Wachtturm errichtet. Der Torturm wurde 1563/64 abgebrochen und durch ein neues Tor ersetzt. 1568 wurde vor dem Wachtturm eine weitere Mauer mit Torbogen errichtet. 1614/15 wurde das Tor durch einen völligen Neubau im Renaissance-Stil ersetzt (siehe oberes Foto). Vom Torturm wurden bei Beerdigungen im benachbarten Friedhof (heute Grünanlage Alter Friedhof) bis 1874 Choräle geblasen. Der Wachtturm wurde 1870 und das Tor 1880 abgebrochen, obwohl es dem Verkehr nicht im Wege stand.

### Beschreibung

#### Vortore

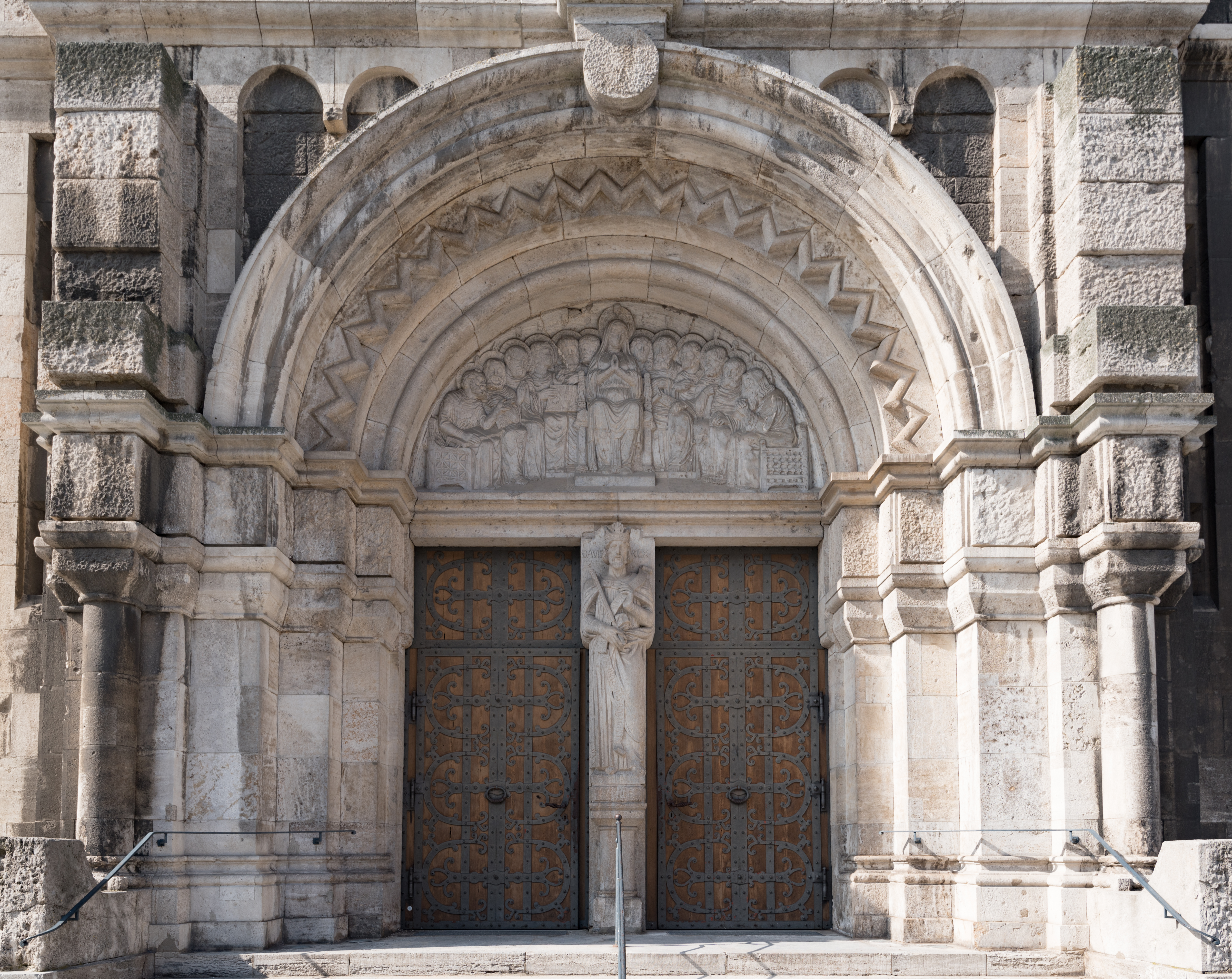
Hauptportal der Heilig-Geist-Kirche. Das Vortor vom Wachtturm stand auf Höhe der linken Portalseite.

Der Wachtturm, der kein Tor besaß, sondern nur passiert werden musste, und das Tor hatten jeweils ein Vortor. Die Toranlage hatte somit drei Tore. Zudem stand in Gegenrichtung, auf der Spitalschanze vor der Spitaltorbrücke, ein weiteres Vortor. So musste man insgesamt vier Tore passieren, die die protestantische Reichsstadt vor feindlichen Angriffen des rivalisierenden Hochstift Würzburgs schützen sollten. 

#### Wachtturm
Der Wachtturm am Spitaltor war stadtauswärts aus strategischen Gründen halbrund und an der Stadtseite flach. Der Wachturm hatte nach außen nur kleine Fensterluken, zur Stadtseite größere Fenster und eine Uhr. Er bildete den städtebaulichen Abschluss des breiten Steinwegs, in ähnlicher Weise wie der Turm des Obertors am Kornmarkt.

#### Spitaltor
Das Tor stand nicht in der Straßenachse des Steinwegs, da sich dort die Spitalbastei befand, die die breite Straße nach Westen abschirmte. Das Tor war nach Süden versetzt. Dadurch verließ man stadteinwärts die Straßenachse über eine kurvige Umgehunggasse durch das Tor und gelangte danach wieder auf die Hauptachse.

#### Spitaltorbrücke
Die Spitaltorbrücke über den einstigen westlichen Stadtgraben vor dem Äußeren Spitaltor wurde beim Bau des neuen Gebäudes für Schweinfurter Tagblatt und Volkshochschule wieder freigelegt. Die Brücke verläuft auf 20 m Länge unter dem Gebäude hindurch und ist deshalb im heutigen Katasterplan wieder eingezeichnet.

Bereich um das Äußere Spitaltor
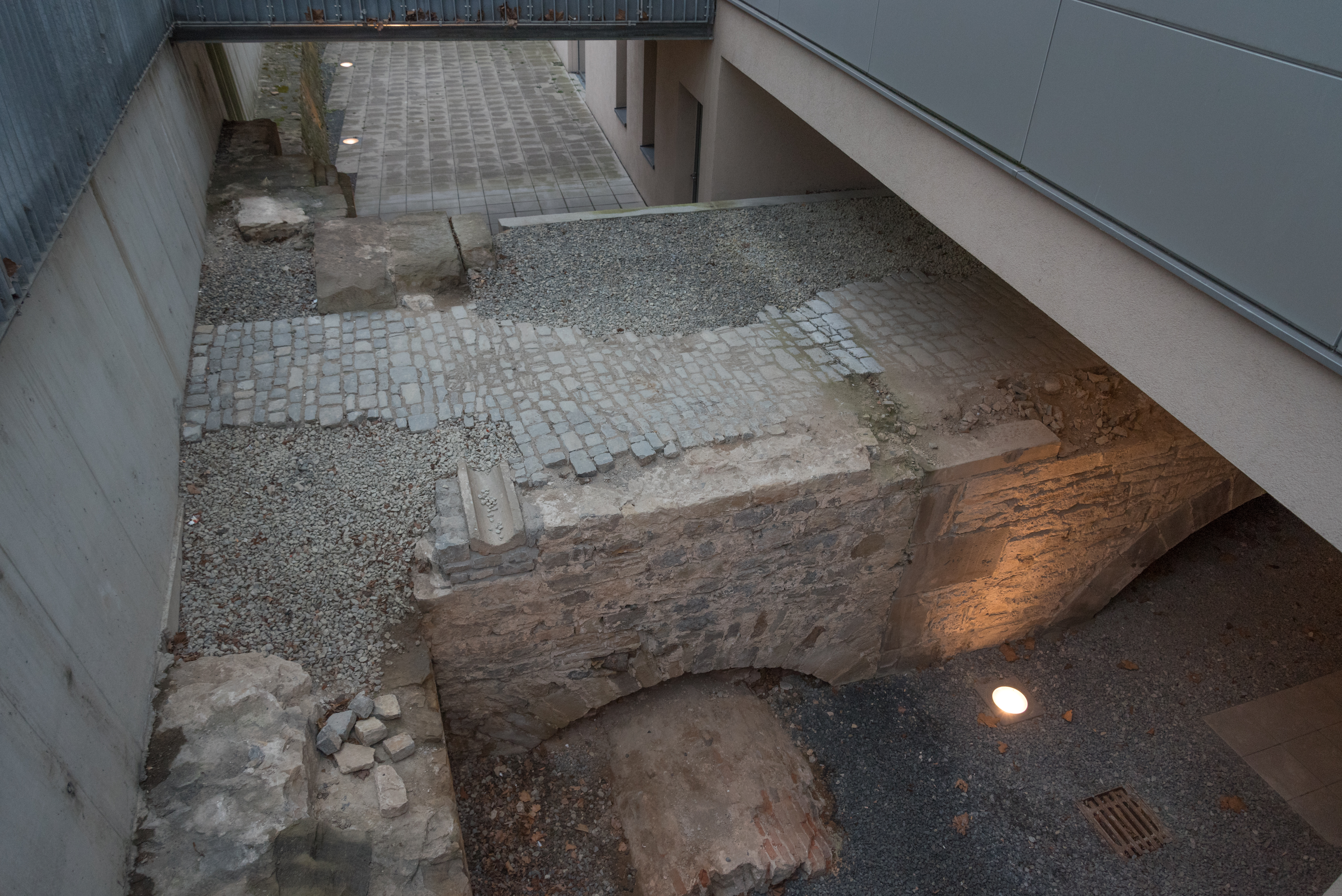
Freigelegte Spitaltorbrücke über den einstigen Wassergraben. Die Brücke verläuft unter dem Redaktionsgebäude des Schweinfurter Tagblatts hindurch
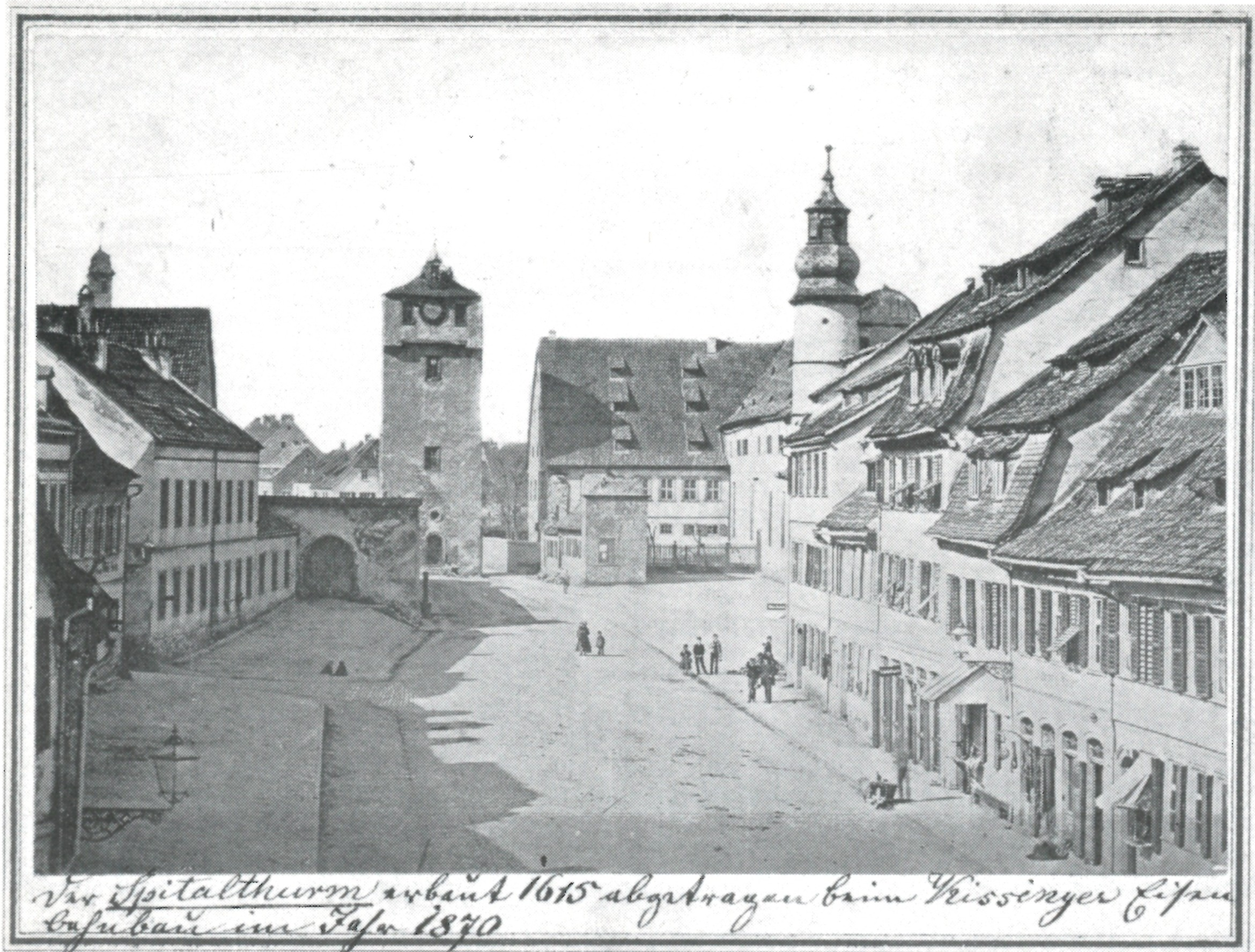
Steinweg mit (von links): Wachtturm, Spital und Spitalkirche mit Turm. Links das Tor zum Friedhof. Das Vortor vom Wachtturm (in Straßenmitte) war bereits abgerissen
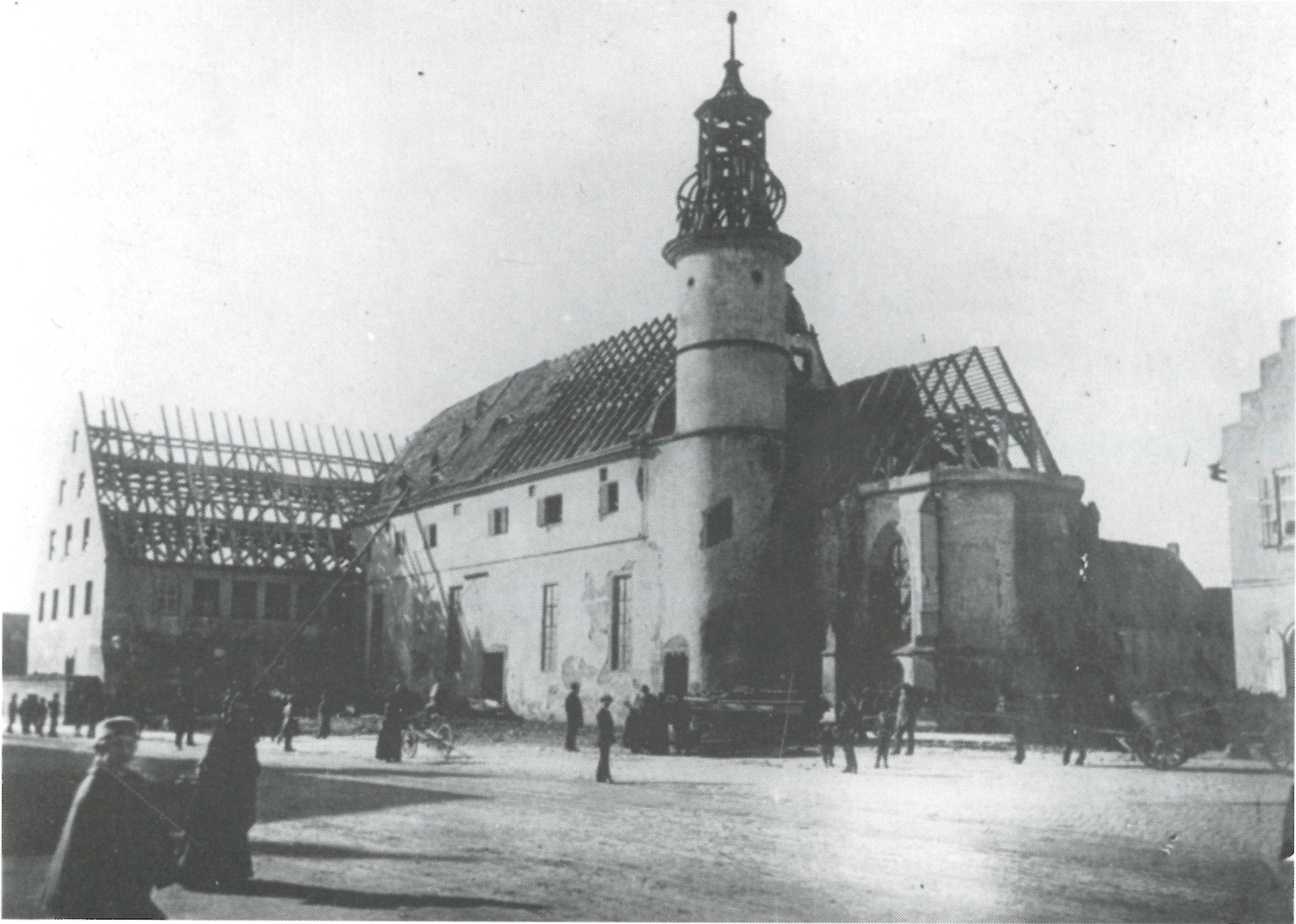
Abbruch der Spitalkirche 1896